# Kamaloohua
Kamaloʻohua (ohua = "sluga"), znan i kao Kamaloʻohua-a-Kuhimana ("Kamaloʻohua, sin Kuhimane") ili Kamalu-Ohua, bio je kralj (Moʻi) havajskog otoka Mauija na drevnim Havajima.
Bio je sin kralja Kuhimane od Mauija (dinastija Paumakue) i njegove sestre-supruge Kaumane I. te unuk kralja Aloa i njegove kraljice Moekeaeje. Genealogija kraljeva Mauija je opisana u drevnim pojanjima.
Kamaloʻohua je oženio ženu zvanu Kapu, čije ime može značiti "sveta". Njihov sin je bio kralj Loe od Mauija, otac kralja Molokaija Kahokuohue.

## Životopis
Kamaloʻohua je naslijedio svog oca na prijestolju otoka Mauija.
Kralj otoka Havaji Kalaunuiohua napao je Maui te je pobijedio Kamaloʻohuu. Zatim je napao otok Oahu, povevši sa sobom Kamaloʻohuu, koji se poslije ponižen vratio na Maui, gdje je nastavio vladati.
Tijekom vladavine Kamaloʻohue, na Havaje su pristigli "bijeli ljudi".
Plovilo zvano Mamala došlo je u Wailuku. Ime bijelog kapetana na havajskom je Kaluiki-a-Manu, dok su ostali bijeli ljudi prozvani Neleike, Malaea, Haʻakoa i Hika.
Pretpostavlja se da su ti došljaci, znatno svjetlije pute od Havajaca, bili možda Japanci. Druga je mogućnost da su to bili putnici ekspedicije Álvara de Saavedre Ceróna.